# Exercice illégal de la médecine
L'exercice illégal de la médecine est une infraction pénale prévue dans la législation de nombreux pays afin de protéger le public et de lutter contre le charlatanisme. 

## Droit par pays

### Canada
Au Canada, les règles relatives à l'exercice illégal de professions reconnues par la loi sont de compétence provinciale car il s'agit d'une question liée à la propriété et aux droits civils. D'autre part, l'infliction de punitions par voie d'amende pour les infractions aux lois de compétence provinciale est aussi une compétence provinciale.

#### Québec
Au Québec, la médecine est une profession d'exercice exclusif en vertu du Code des professions. Les activités réservées au médecin dans le cadre de l'exercice de la médecine sont définies à l'article 31 de la Loi médicale . L'article 43 de cette loi interdit aux personnes non médecins à exercer les activités prévues à l'article 31.
L'article 45 L.M. prévoit qu'une personne qui contrevient à l'article 43 est passible pour chaque infraction des peines de l'article 188 du Code des professions.Cette disposition se lit ainsi : 

« 188. Quiconque contrevient à l’une des dispositions du présent code, de la loi, des lettres patentes constituant un ordre ou d’un décret de fusion ou d’intégration commet une infraction et est passible d’une amende, dans le cas d’une personne physique, d’au moins 2 500 $ et d’au plus 62 500 $ ou, dans les autres cas, d’au moins 5 000 $ et d’au plus 125 000 $.
En cas de récidive, le minimum et le maximum de l’amende sont portés au double. »

### France
En droit français, le délit d'exercice illégal de la médecine est prévu, et réprimé par les articles L4161-1 à L4161-6 du Code de la santé publique. Il est constitué dès lors qu'une personne pose un diagnostic ou traite une maladie, habituellement ou par direction suivie, sans avoir le diplôme requis pour être médecin, chirurgien-dentiste ou sage-femme. Il est puni de deux ans d'emprisonnement et de 30 000 euros d'amende.